# مارثا بيلي
مارثا بيلي (بالإنجليزية: Martha Baillie)‏ (1960)؛ كاتِبة، شاعرة وروائية كندية.